# Paul Mescal
Paul Colm Michael Mescal  (Maynooth, 2 de fevereiro de 1996) é um ator irlandês. Ele ganhou fama com seu papel na minissérie Normal People (2020), que lhe rendeu o BAFTA de Melhor Ator em televisão, bem como indicações para os prêmios Emmy e Critics' Choice. Em 2023, Mescal foi indicado ao BAFTA, Critics’ Choice e Oscar de Melhor Ator por sua atuação em Aftersun (2022). No ano seguinte, ele co-estrelou o drama All of Us Strangers, pelo qual recebeu sua segunda indicação ao BAFTA Film Award. Mescal se expandiu para filmes de grande orçamento com um papel principal no filme de ação histórico Gladiator II (2024).

## Início de vida e Educação
Mescal nasceu em 2 de fevereiro de 1996 em Maynooth, Condado de Kildare, filho de Dearbhla, uma Guarda Siochána, e Paul, um professor que também atuou de forma semiprofissional. O mais velho de três filhos, ele tem um irmão e uma irmã. Ele Frequentou A Maynooth Post Primary School.
Mescal era um jogador de futebol gaélico menor e sub-21 para Kildare e membro do clube Maynooth GAA. O jogador de futebol gaélico Brian Lacey elogiou as habilidades de Mescal como defensor, enquanto o treinador físico Cian O'Neill o descreveu como "maduro para a idade ... muito desenvolvido e muito forte". Ele desistiu do esporte depois de uma lesão na mandíbula.
Mescal se apresentou no palco pela primeira vez aos 16 anos, interpretando o Phantom titular no musical The Phantom of the Opera, após ele fazer, teste e obteve admissão na The Lir Academy no Trinity College Dublin. Mescal se formou com um Bacharelado em Atuação em 2017. Ele garantiu agentes para sua carreira de ator antes de sua formatura.

## Carreira
Mescal estrelou em seu primeiro papel na televisão ao lado de Daisy Edgar-Jones na minissérie Normal People, uma adaptação do romance homônimo de Sally Rooney. O programa estreou no Reino Unido na BBC Three em 26 de abril de 2020 e nos Estados Unidos, no Hulu, apenas três dias depois.
Seu desempenho lhe rendeu elogios de público e crítica, resultando nas indicações para o Emmy de Melhor Ator em Minissérie ou Telefilme, o Critics Choice Award de Melhor Ator em Filme ou Minissérie e a vitória no British Academy Television Award (BAFTA) na mesma categoria.
Em 2022, o ator deu vida a Calum em Aftersun, longa de estreia da diretora Charlotte Wells, sendo esse o primeiro papel principal em longa-metragem de Paul Mescal. Ele foi indicado ao Oscar de Melhor Ator. 

## Filmografia

### Cinema
| Ano  | Título                | Papel               | Nota(s)        | Ref.   |
| ---- | --------------------- | ------------------- | -------------- | ------ |
| 2020 | Drifting              | Cian                | Curta-metragem | [ 5 ]  |
| 2021 | The Lost Daughter     | Will                | Longa-metragem | [ 25 ] |
| 2022 | God's Creatures       | Brian O'Hara        | Longa metragem | [ 26 ] |
| 2022 | Aftersun              | Calum               | Longa-metragem | [ 27 ] |
| 2022 | Carmen                | Aidan               | Longa-metragem | [ 28 ] |
| 2023 | All of Us Strangers   | Harry               |                | [ 29 ] |
| 2023 | Foe                   | Junior              |                | [ 30 ] |
| 2024 | Gladiator 2           | Lucius              |                | [ 31 ] |
| TBA  | The History of Sound  | Lionel              | Pós-produção   | [ 32 ] |
| TBA  | Hamnet                | William Shakespeare | Pós-produção   | [ 33 ] |
| TBA  | Merrily We Roll Along | Franklin Shepard    | Filmando       | [ 34 ] |

### Televisão
| Ano  | Título        | Papel           | Nota(s)    | Ref.   |
| ---- | ------------- | --------------- | ---------- | ------ |
| 2020 | Normal People | Connell Waldron | Minissérie | [ 20 ] |
| 2020 | The Deceived  | Sean McKeogh    | Minissérie | [ 35 ] |

## Prêmios e indicações
| Ano  | Prêmio                                      | Categoria                                            | Trabalho      | Resultado | Ref.   |
| ---- | ------------------------------------------- | ---------------------------------------------------- | ------------- | --------- | ------ |
| 2020 | Prémios Emmy do Primetime                   | Melhor ator principal em uma série ou filme limitado | Normal People | Indicado  | [ 22 ] |
| 2021 | British Academy of Film and Television Arts | Melhor ator de televisão                             | Normal People | Vencedor  | [ 21 ] |
| 2021 | Prêmios Critics' Choice Movie               | Melhor ator em filme ou minissérie                   | Normal People | Indicado  | [ 23 ] |
| 2023 | Prêmios Critics' Choice Movie               | Melhor Ator em Cinema                                | Aftersun      | Indicado  |        |
| 2023 | British Academy of Film and Television Arts | Melhor Ator em Cinema                                | Aftersun      | Indicado  |        |
| 2023 | Óscar                                       | Melhor Ator em Cinema                                | Aftersun      | Indicado  |        |